# Andrzej Konopacki
Andrzej Konstanty Konopacki (ur. 19 lutego 1932 w Mostach, zm. 14 października 1990) – polski dziennikarz i dyplomata, ambasador PRL w Etiopii (1984–1989).

## Życiorys
Absolwent Wyższej Szkoły Handlu Morskiego w Sopocie (1955) oraz Podyplomowego Studium Służby Zagranicznej w Wyższej Szkole Nauk Społecznych przy KC PZPR.
Po ukończeniu studiów był kolejno redaktorem i redaktorem naczelnym czasopisma Kontrasty w Gdańsku (1955–1957), II sekretarzem Komitetu Wojewódzkiego Związku Młodzieży Socjalistycznej w Gdańsku (1957–1959), sekretarzem redakcji organu ZMS Walka Młodych (1959–1961), kierownikiem Wydawnictwa Polskiego Instytutu Spraw Międzynarodowych i sekretarzem redakcji Spraw Międzynarodowych (1961–1965). W 1965 rozpoczął pracę w Ministerstwie Spraw Zagranicznych. Był kolejno naczelnikiem Wydziału Prasy Zagranicznej w Departamencie Prasy i Informacji MSZ (1965–1966), I sekretarzem Ambasady PRL w USA (1966–1970), wicedyrektorem Departamentu Prasy, Współpracy Kulturalnej i Naukowej MSZ (1970–1976), radcą Ambasady PRL w Wielkiej Brytanii (1976–1981), pełniącym obowiązki dyrektora Gabinetu Ministra Spraw Zagranicznych (1981–1982). W latach 1982–1983 był dyrektorem generalnym w Urzędzie Rady Ministrów, dyrektorem Biura Prasowego Rządu oraz zastępcą rzecznika prasowego rządu Jerzego Urbana. Następnie powrócił do MSZ, gdzie był kolejno doradcą ministra spraw zagranicznych (1983–1984) oraz ambasadorem nadzwyczajnym i pełnomocnym PRL w Etiopii oraz w Ludowo-Demokratycznej Republice Jemenu (1984–1989).
Członek Rady Wojewódzkiej Rady Narodowej w Gdańsku (1957–1961), Związku Młodzieży Polskiej (1948–1956), Zrzeszenia Studentów Polskich (1951–1957, w latach 1954–1957 wiceprzewodniczący Rady Okręgowej ZSP w Gdańsku), Związku Młodzieży Socjalistycznej (1957–1964), Studenckiego Stowarzyszenia Przyjaciół ONZ w Polsce (wiceprzewodniczący 1957, przewodniczący 1958–1962). Członek PZPR od 1955 roku.
Publikacje: publicystyka społeczno-polityczna drukowana w Kontrastach, Walce Młodych (1955–1961), publikacje z zakresu stosunków międzynarodowych w prasie młodzieżowej i czasopismach kulturalno-społecznych, publicystyka z zakresu polityki międzynarodowej w Spraw Międzynarodowych, między innymi 120 odcinków cyklu "Profile polityczne" (1961–1966), współautor książki "On Disarmament" (1969).
Według materiałów zgromadzonych w Instytucie Pamięci Narodowej był w latach 1967–1990 pracownikiem zewnętrznym MSW PRL o kryptonimie "Konikowska".
Pochowany na cmentarzu Powązkowskim w Warszawie (kwatera 229 przed-1-28).

## Odznaczenia
- Krzyż Kawalerski Orderu Odrodzenia Polski
- Złoty Krzyż Zasługi
- Medal 30-lecia Polski Ludowej
- Medal 40-lecia Polski Ludowej
- Medal „Za zasługi dla obronności kraju”
- odznaczenie austriackie
- odznaczenie fińskie